# The Girl and the Gangster (film 1913)
The Girl and the Gangster è un cortometraggio muto del 1913 prodotto dalla Kalem. Il nome del regista non viene riportato nei credit del film che segna il debutto sullo schermo di Ollie Kirkby.

## Produzione
Il film fu prodotto dalla Kalem Company.

## Distribuzione
Distribuito dalla General Film Company, il film - un cortometraggio in due bobine - uscì nelle sale cinematografiche statunitensi il 28 luglio 1913.